# EF Education-EasyPost
EF Education-EasyPost (Kod UCI: EFE) – amerykańska zawodowa grupa kolarska należąca do UCI WorldTeams.

## Historia
Grupa powstała w roku 2005 i początkowo brała udział głównie w imprezach rozgrywanych w USA, ale również w UCI Europe Tour. W sierpniu 2010 roku sponsorem tytularnym, oprócz dotychczasowego Garmin, została kanadyjska firma produkująca rowery Cervélo. Jednocześnie do drużyny dołączyło siedmiu byłych kolarzy grupy Cervélo TestTeam, która z powodu problemów finansowych zakończyła działalność. Kolejna zmiana sponsora tytularnego nastąpiła na początku 2012 roku. Cervélo zastąpiła firma Barracuda Networks, ale kanadyjski producent nadal dostarczał rowery dla grupy. Z kolei przed Tour de France 2012 właściciel drużyny poinformował o nowym sponsorze tytularnym, firmie Sharp, a co za tym idzie – zmianie nazwy zespołu na Garmin-Sharp-Barracuda. Jednak zgodnie z zasadami UCI nazwa drużyny może być najwyżej dwuczłonowa, dlatego została zarejestrowana jako Garmin-Sharp.
Po zakończeniu sezonu 2014 do drużyny dołączyła część składu rozwiązanej grupy Cannondale Pro Cycling, jak również firma Cannondale w roli głównego sponsora. Po kolejnym sezonie ze sponsorowania wycofała się firma Garmin, a drużyna przyjęła nazwę Cannondale Pro Cycling Team, jednak mimo zbieżności nazw nie jest bezpośrednią kontynuatorką rozwiązanej w 2014 grupy, mając innego właściciela i licencję. Pod koniec czerwca 2016 poinformowano, że drugim sponsorem tytularnym zostaje Drapac. Po zakończeniu sezonu 2016 drużyna Cannondale-Drapac połączy się z kontynentalną Drapac Professional Cycling, a kontrakt ma obowiązywać przez pięć lat.
Głównym menadżerem drużyny jest Jonathan Vaughters, a dyrektorem sportowym Charles Wegelius, obaj są byłymi kolarzami zawodowymi.

### Nazwa grupy w poszczególnych latach
| lata      | nazwa                                    |
| --------- | ---------------------------------------- |
| 2005–2006 | TIAA-CREF                                |
| 2007      | Slipstream                               |
| 2008      | Slipstream-Chipotle                      |
| 2008      | Garmin-Chipotle                          |
| 2009      | Garmin-Slipstream                        |
| 2010      | Garmin-Transitions                       |
| 2011      | Garmin-Cervélo                           |
| 2012      | Garmin-Barracuda                         |
| 2012–2014 | Garmin-Sharp                             |
| 2015      | Team Cannondale-Garmin                   |
| 2016      | Cannondale Pro Cycling Team              |
| 2016–2017 | Cannondale-Drapac Pro Cycling Team       |
| 2018      | EF Education First-Drapac p/b Cannondale |
| 2019–2020 | EF Education First                       |
| 2021      | EF Education-Nippo                       |
| od 2022   | EF Education-EasyPost                    |

## Obecny skład (2024)
| Skład drużyny 2024                     | Skład drużyny 2024   | Skład drużyny 2024 | Skład drużyny 2024                      |
| Imię i nazwisko                        | Data urodzenia       | Państwo            | Poprzednia grupa                        |
| -------------------------------------- | -------------------- | ------------------ | --------------------------------------- |
| Andrey Amador                          | 29 sierpnia 1986     | Kostaryka          | Ineos Grenadiers (2022)                 |
| Markel Beloki                          | 27 lipca 2005        | Hiszpania          |                                         |
| Alberto Bettiol (1 sty–14 sie)         | 29 października 1993 | Włochy             | BMC Racing Team (2018)                  |
| Stefan Bissegger                       | 13 września 1998     | Szwajcaria         | Swiss Racing Academy (2019)             |
| Richard Carapaz                        | 29 maja 1993         | Ekwador            | Ineos Grenadiers (2022)                 |
| Simon Carr                             | 29 sierpnia 1998     | Wielka Brytania    | AVC Aix-en-Provence (2020)              |
| Hugh Carthy                            | 9 lipca 1994         | Wielka Brytania    | Caja Rural-Seguros RGA (2016)           |
| Jefferson Alexander Cepeda             | 16 czerwca 1998      | Ekwador            | Drone Hopper-Androni Giocattoli (2022)  |
| Esteban Chaves                         | 17 stycznia 1990     | Kolumbia           | BikeExchange (2021)                     |
| Rui Costa                              | 5 października 1986  | Portugalia         | Intermarché-Circus-Wanty (2023)         |
| Stefan de Bod                          | 17 listopada 1996    | Południowa Afryka  | Astana Qazaqstan Team (2022)            |
| Owain Doull                            | 2 maja 1993          | Wielka Brytania    | Ineos Grenadiers (2021)                 |
| Ben Healy                              | 11 września 2000     | Irlandia           | Trinity Racing (2021)                   |
| Mikkel Frølich Honoré                  | 21 stycznia 1997     | Dania              | Quick-Step Alpha Vinyl (2022)           |
| Lukas Nerurkar                         | 14 listopada 2003    | Wielka Brytania    | Trinity Racing (2023)                   |
| Andrea Piccolo (1 sie–21 cze, Przypis) | 23 marca 2001        | Włochy             | Drone Hopper-Androni Giocattoli (2022)  |
| Neilson Powless                        | 3 września 1996      | Stany Zjednoczone  | Team Jumbo-Visma (2019)                 |
| Darren Rafferty                        | 1 lipca 2003         | Irlandia           | Hagens Berman Axeon (2023)              |
| Jack Rootkin-Gray                      | 5 listopada 2002     | Wielka Brytania    | Saint Piran (2023)                      |
| Jonas Rutsch                           | 24 stycznia 1998     | Niemcy             | Team Lotto-Kern Haus (2019)             |
| Archie Ryan                            | 16 listopada 2001    | Irlandia           | Jumbo-Visma Development Team (2023)     |
| Georg Steinhauser                      | 21 października 2001 | Niemcy             | Tirol KTM Cycling Team (2021)           |
| Harry Sweeny                           | 9 lipca 1998         | Australia          | Lotto Dstny (2023)                      |
| Yuhi Todome                            | 18 czerwca 2002      | Japonia            | EF Education-Nippo Development (2023)   |
| Rigoberto Urán                         | 26 stycznia 1987     | Kolumbia           | Etixx-Quick Step (2015)                 |
| Michael Valgren                        | 7 lutego 1992        | Dania              | EF Education-Nippo Development (2023)   |
| Marijn van den Berg                    | 19 lipca 1999        | Holandia           | Équipe continentale Groupama-FDJ (2021) |
| Jardi Christiaan van der Lee           | 6 sierpnia 2001      | Holandia           | Willebrord Wil Vooruit (2023)           |
| James Shaw                             | 13 czerwca 1996      | Wielka Brytania    | Ribble Weldtite Pro Cycling (2021)      |
|                                        |                      |                    |                                         |
| Źródło: ProCyclingStats                |                      |                    |                                         |

Przypis: Andrea Piccolo, wypowiedzenie umowy o pracę

## Sezony

### 2023

#### Skład
| Skład drużyny 2023                                    | Skład drużyny 2023   | Skład drużyny 2023 | Skład drużyny 2023                              |
| Imię i nazwisko                                       | Data urodzenia       | Państwo            | Poprzednia grupa                                |
| ----------------------------------------------------- | -------------------- | ------------------ | ----------------------------------------------- |
| Andrey Amador                                         | 29 sierpnia 1986     | Kostaryka          | Ineos Grenadiers (2022)                         |
| Alberto Bettiol                                       | 29 października 1993 | Włochy             | BMC Racing Team (2018)                          |
| Stefan Bissegger                                      | 13 września 1998     | Szwajcaria         | Swiss Racing Academy (2019)                     |
| Jonathan Caicedo                                      | 28 kwietnia 1993     | Ekwador            | Medellín (2018)                                 |
| Richard Carapaz                                       | 29 maja 1993         | Ekwador            | Ineos Grenadiers (2022)                         |
| Hugh Carthy                                           | 9 lipca 1994         | Wielka Brytania    | Caja Rural-Seguros RGA (2016)                   |
| Jefferson Alexander Cepeda                            | 16 czerwca 1998      | Ekwador            | Drone Hopper-Androni Giocattoli (2022)          |
| Magnus Cort Nielsen                                   | 16 stycznia 1993     | Dania              | Astana (2019)                                   |
| Owain Doull                                           | 2 maja 1993          | Wielka Brytania    | Ineos Grenadiers (2021)                         |
| Odd Christian Eiking                                  | 28 grudnia 1994      | Norwegia           | Intermarché-Wanty-Gobert Matériaux (2021)       |
| Ben Healy                                             | 11 września 2000     | Irlandia           | Trinity Racing (2021)                           |
| Mikkel Frølich Honoré                                 | 21 stycznia 1997     | Dania              | Quick-Step Alpha Vinyl (2022)                   |
| Jens Keukeleire                                       | 23 listopada 1988    | Belgia             | Lotto-Soudal (2019)                             |
| Merhawi Kudus                                         | 23 stycznia 1994     | Erytrea            | Astana-Premier Tech (2021)                      |
| Mark Padun                                            | 6 lipca 1996         | Ukraina            | Bahrain Victorious (2021)                       |
| Andrea Piccolo                                        | 23 marca 2001        | Włochy             | Drone Hopper-Androni Giocattoli (2022)          |
| Neilson Powless                                       | 3 września 1996      | Stany Zjednoczone  | Team Jumbo-Visma (2019)                         |
| Sean Quinn                                            | 10 maja 2000         | Stany Zjednoczone  | Hagens Berman Axeon (2021)                      |
| Jonas Rutsch                                          | 24 stycznia 1998     | Niemcy             | Team Lotto-Kern Haus (2019)                     |
| James Shaw                                            | 13 czerwca 1996      | Wielka Brytania    | Ribble Weldtite Pro Cycling (2021)              |
| Georg Steinhauser                                     | 21 października 2001 | Niemcy             | Tirol KTM Cycling Team (2021)                   |
| Rigoberto Urán                                        | 26 stycznia 1987     | Kolumbia           | Etixx-Quick Step (2015)                         |
| Julius van den Berg                                   | 23 października 1996 | Holandia           | SEG Racing Academy (2018)                       |
| Marijn van den Berg                                   | 19 lipca 1999        | Holandia           | Équipe continentale Groupama-FDJ (2021)         |
| Stefan de Bod                                         | 17 listopada 1996    | Południowa Afryka  | Astana Qazaqstan Team (2022)                    |
| Diego Camargo                                         | 3 maja 1998          | Kolumbia           | Colombia Tierra de Atletas-GW Bicicletas (2020) |
| Simon Carr                                            | 29 sierpnia 1998     | Wielka Brytania    | AVC Aix-en-Provence (2020)                      |
| Esteban Chaves                                        | 17 stycznia 1990     | Kolumbia           | BikeExchange (2021)                             |
| Thomas Scully                                         | 14 stycznia 1990     | Nowa Zelandia      | Drapac Professional Cycling (2016)              |
| Łukasz Wiśniowski                                     | 7 grudnia 1991       | Polska             | Qhubeka NextHash (2021)                         |
| Jardi Christiaan van der Lee (1 sie–31 gru, stażysta) | 6 sierpnia 2001      | Holandia           |                                                 |
|                                                       |                      |                    |                                                 |
| Źródło: ProCyclingStats                               |                      |                    |                                                 |

#### Zwycięstwa
| Zwycięstwa       | Zwycięstwa                                                  | Zwycięstwa        | Zwycięstwa | Zwycięstwa                 | Zwycięstwa |
| Data             | Wyścig                                                      | Państwo           | Kategoria  | Zwycięzca                  |            |
| ---------------- | ----------------------------------------------------------- | ----------------- | ---------- | -------------------------- | ---------- |
| 17 sty           | Tour Down Under, prolog                                     | Australia         | 2.UWT      | Alberto Bettiol            |            |
| 26 sty           | Trofeo Alcudia-Port d'Alcudia                               | Hiszpania         | 1.1        | Marijn van den Berg        |            |
| 29 sty           | Grand Prix Cycliste La Marseillaise                         | Francja           | 1.1        | Neilson Powless            |            |
| 5 lut            | Mistrzostwa Kolumbii – start wspólny                        | Kolumbia          | CN         | Esteban Chaves             |            |
| 5 lutego 2023    | Étoile de Bessèges, klasyfikacja generalna                  | Francja           | 2.1        | Neilson Powless            |            |
| 10 lut           | Mistrzostwa Południowej Afryki – jazda indywidualna na czas | Południowa Afryka | CN         | Stefan de Bod              |            |
| 11 lut           | Mistrzostwa Ekwadoru – jazda indywidualna na czas           | Ekwador           | CN         | Jonathan Caicedo           |            |
| 12 lut           | Mistrzostwa Ekwadoru – start wspólny                        | Ekwador           | CN         | Richard Carapaz            |            |
| 16 lut           | Volta ao Algarve, 2. etap                                   | Portugalia        | 2.Pro      | Magnus Cort Nielsen        |            |
| 17 lut           | Volta ao Algarve, 3. etap                                   | Portugalia        | 2.Pro      | Magnus Cort Nielsen        |            |
| 22 mar           | Settimana Internazionale di Coppi e Bartali, 2. etap        | Włochy            | 2.1        | Sean Quinn                 |            |
| 23 mar           | Settimana Internazionale di Coppi e Bartali, 3. etap        | Włochy            | 2.1        | Ben Healy                  |            |
| 26 mar           | GP Industria & Artigianato di Larciano                      | Włochy            | 1.Pro      | Ben Healy                  |            |
| 21 kwi           | Tour of the Alps, 5. etap                                   | Włochy            | 2.Pro      | Simon Carr                 |            |
| 13 maj           | Giro d'Italia, 8. etap                                      | Włochy            | 2.UWT      | Ben Healy                  |            |
| 16 maj           | Giro d'Italia, 10. etap                                     | Włochy            | 2.UWT      | Magnus Cort Nielsen        |            |
| 30 maj           | Mercan’Tour Classic Alpes-Maritimes                         | Francja           | 1.1        | Richard Carapaz            |            |
| 15 cze           | Route d’Occitanie, 1. etap                                  | Francja           | 2.1        | Marijn van den Berg        |            |
| 18 cze           | Route d’Occitanie, 4. etap                                  | Francja           | 2.1        | Simon Carr                 |            |
| 1 sie            | Tour de l’Ain, 2. etap                                      | Francja           | 2.1        | Jefferson Alexander Cepeda |            |
| 2 sie            | Tour de Pologne, 5. etap                                    | Polska            | 2.UWT      | Marijn van den Berg        |            |
| 22 wrz           | Tour de Luxembourg, 3. etap                                 | Luksemburg        | 2.Pro      | Ben Healy                  |            |
| 27 wrz           | Tour de Langkawi, 5. etap                                   | Malezja           | 2.Pro      | Simon Carr                 |            |
| 30 września 2023 | Tour de Langkawi, klasyfikacja generalna                    | Malezja           | 2.Pro      | Simon Carr                 |            |
| 1 paź            | Mistrzostwa Szwajcarii – jazda indywidualna na czas         | Szwajcaria        | CN         | Stefan Bissegger           |            |

### 2022

#### Skład
| Skład drużyny 2022                        | Skład drużyny 2022   | Skład drużyny 2022 | Skład drużyny 2022                              |
| Imię i nazwisko                           | Data urodzenia       | Państwo            | Poprzednia grupa                                |
| ----------------------------------------- | -------------------- | ------------------ | ----------------------------------------------- |
| Daniel Arroyave                           | 19 czerwca 2000      | Kolumbia           | UAE Team Colombia (2020)                        |
| Alberto Bettiol                           | 29 października 1993 | Włochy             | BMC Racing Team (2018)                          |
| Stefan Bissegger                          | 13 września 1998     | Szwajcaria         | Swiss Racing Academy (2019)                     |
| Jonathan Caicedo                          | 28 kwietnia 1993     | Ekwador            | Medellín (2018)                                 |
| Diego Camargo                             | 3 maja 1998          | Kolumbia           | Colombia Tierra de Atletas-GW Bicicletas (2020) |
| Simon Carr                                | 29 sierpnia 1998     | Wielka Brytania    | AVC Aix-en-Provence (2020)                      |
| Hugh Carthy                               | 9 lipca 1994         | Wielka Brytania    | Caja Rural-Seguros RGA (2016)                   |
| Esteban Chaves                            | 17 stycznia 1990     | Kolumbia           | BikeExchange (2021)                             |
| Magnus Cort Nielsen                       | 16 stycznia 1993     | Dania              | Astana (2019)                                   |
| Owain Doull                               | 2 maja 1993          | Wielka Brytania    | Ineos Grenadiers (2021)                         |
| Odd Christian Eiking                      | 28 grudnia 1994      | Norwegia           | Intermarché-Wanty-Gobert Matériaux (2021)       |
| Ruben Guerreiro                           | 6 lipca 1994         | Portugalia         | Katusha-Alpecin (2019)                          |
| Ben Healy                                 | 11 września 2000     | Irlandia           | Trinity Racing (2021)                           |
| Alex Howes (1 sty–31 lip)                 | 1 stycznia 1988      | Stany Zjednoczone  | Chipotle Development (2011)                     |
| Jens Keukeleire                           | 23 listopada 1988    | Belgia             | Lotto-Soudal (2019)                             |
| Merhawi Kudus                             | 23 stycznia 1994     | Erytrea            | Astana-Premier Tech (2021)                      |
| Sebastian Langeveld                       | 17 stycznia 1985     | Holandia           | Orica-GreenEDGE (2013)                          |
| Lachlan Morton (1 sty–31 lip)             | 2 stycznia 1992      | Australia          | Dimension Data (2018)                           |
| Hideto Nakane                             | 2 maja 1990          | Japonia            | Nippo-Delko One Provence (2020)                 |
| Mark Padun                                | 6 lipca 1996         | Ukraina            | Bahrain Victorious (2021)                       |
| Neilson Powless                           | 3 września 1996      | Stany Zjednoczone  | Team Jumbo-Visma (2019)                         |
| Sean Quinn                                | 10 maja 2000         | Stany Zjednoczone  | Hagens Berman Axeon (2021)                      |
| Jonas Rutsch                              | 24 stycznia 1998     | Niemcy             | Team Lotto-Kern Haus (2019)                     |
| Thomas Scully                             | 14 stycznia 1990     | Nowa Zelandia      | Drapac Professional Cycling (2016)              |
| Georg Steinhauser                         | 21 października 2001 | Niemcy             | Tirol KTM Cycling Team (2021)                   |
| Rigoberto Urán                            | 26 stycznia 1987     | Kolumbia           | Etixx-Quick Step (2015)                         |
| Michael Valgren                           | 7 lutego 1992        | Dania              | NTT Pro Cycling (2020)                          |
| Julius van den Berg                       | 23 października 1996 | Holandia           | SEG Racing Academy (2018)                       |
| Marijn van den Berg                       | 19 lipca 1999        | Holandia           | Équipe continentale Groupama-FDJ (2021)         |
| Łukasz Wiśniowski                         | 7 grudnia 1991       | Polska             | Qhubeka NextHash (2021)                         |
| Jefferson Alexander Cepeda (1 sie–31 gru) | 16 czerwca 1998      | Ekwador            | Drone Hopper-Androni Giocattoli (2022)          |
| Andrea Piccolo (1 sie–21 cze)             | 23 marca 2001        | Włochy             | GSC Viris Vigevano Lomellina (2021)             |
|                                           |                      |                    |                                                 |
| Źródło: ProCyclingStats                   |                      |                    |                                                 |

#### Zwycięstwa
| Zwycięstwa | Zwycięstwa                                      | Zwycięstwa                   | Zwycięstwa | Zwycięstwa          | Zwycięstwa |
| Data       | Wyścig                                          | Państwo                      | Kategoria  | Zwycięzca           |            |
| ---------- | ----------------------------------------------- | ---------------------------- | ---------- | ------------------- | ---------- |
| 22 lut     | UAE Tour, 3. etap                               | Zjednoczone Emiraty Arabskie | 2.UWT      | Stefan Bissegger    |            |
| 24 lut     | wyścig kolarski, 1. etap                        | Hiszpania                    | 2.1        | Magnus Cort Nielsen |            |
| 27 lut     | wyścig kolarski, 4. etap                        | Hiszpania                    | 2.1        | Mark Padun          |            |
| 12 lip     | Tour de France, 10. etap                        | Francja                      | 2.UWT      | Magnus Cort Nielsen |            |
| 17 sie     | Mistrzostwa Europy – jazda indywidualna na czas | Niemcy                       | CC         | Stefan Bissegger    |            |
| 16 paź     | Japan Cup                                       | Japonia                      | 1.Pro      | Neilson Powless     |            |

### 2021

#### Skład
| Skład drużyny 2021                       | Skład drużyny 2021   | Skład drużyny 2021 | Skład drużyny 2021                                   |
| Imię i nazwisko                          | Data urodzenia       | Państwo            | Poprzednia grupa                                     |
| ---------------------------------------- | -------------------- | ------------------ | ---------------------------------------------------- |
| Daniel Arroyave                          | 19 czerwca 2000      | Kolumbia           | UAE Team Colombia (2020)                             |
| William Barta                            | 4 stycznia 1996      | Stany Zjednoczone  | CCC Team (2020)                                      |
| Fumiyuki Beppu                           | 10 kwietnia 1983     | Japonia            | Nippo-Delko One Provence (2020)                      |
| Alberto Bettiol                          | 29 października 1993 | Włochy             | BMC Racing Team (2018)                               |
| Stefan Bissegger                         | 13 września 1998     | Szwajcaria         | Swiss Racing Academy (2019)                          |
| Jonathan Caicedo                         | 28 kwietnia 1993     | Ekwador            | Medellín (2018)                                      |
| Diego Camargo                            | 3 maja 1998          | Kolumbia           | Colombia Tierra de Atletas-GW Bicicletas (2020)      |
| Simon Carr                               | 29 sierpnia 1998     | Wielka Brytania    | AVC Aix-en-Provence (2020)                           |
| Hugh Carthy                              | 9 lipca 1994         | Wielka Brytania    | Caja Rural-Seguros RGA (2016)                        |
| Magnus Cort Nielsen                      | 16 stycznia 1993     | Dania              | Astana (2019)                                        |
| Lawson Craddock                          | 20 lutego 1992       | Stany Zjednoczone  | Giant-Alpecin (2015)                                 |
| Mitchell Docker                          | 2 października 1986  | Australia          | Orica-Scott (2017)                                   |
| Julien El Fares                          | 1 czerwca 1985       | Francja            | Nippo-Delko One Provence (2020)                      |
| Ruben Guerreiro                          | 6 lipca 1994         | Portugalia         | Katusha-Alpecin (2019)                               |
| Sergio Higuita                           | 1 sierpnia 1997      | Kolumbia           | Fundación Euskadi (2019)                             |
| Moreno Hofland                           | 31 sierpnia 1991     | Holandia           | Lotto-Soudal (2018)                                  |
| Alex Howes                               | 1 stycznia 1988      | Stany Zjednoczone  | Chipotle Development (2011)                          |
| Jens Keukeleire                          | 23 listopada 1988    | Belgia             | Lotto-Soudal (2019)                                  |
| Sebastian Langeveld                      | 17 stycznia 1985     | Holandia           | Orica-GreenEDGE (2013)                               |
| Lachlan Morton                           | 2 stycznia 1992      | Australia          | Dimension Data (2018)                                |
| Hideto Nakane                            | 2 maja 1990          | Japonia            | Nippo-Delko One Provence (2020)                      |
| Logan Owen                               | 25 marca 1995        | Stany Zjednoczone  | Axeon-Hagens Berman (2017)                           |
| Neilson Powless                          | 3 września 1996      | Stany Zjednoczone  | Team Jumbo-Visma (2019)                              |
| Jonas Rutsch                             | 24 stycznia 1998     | Niemcy             | Team Lotto-Kern Haus (2019)                          |
| Thomas Scully                            | 14 stycznia 1990     | Nowa Zelandia      | Drapac Professional Cycling (2016)                   |
| Rigoberto Urán                           | 26 stycznia 1987     | Kolumbia           | Etixx-Quick Step (2015)                              |
| Michael Valgren                          | 7 lutego 1992        | Dania              | NTT Pro Cycling (2020)                               |
| Julius van den Berg                      | 23 października 1996 | Holandia           | SEG Racing Academy (2018)                            |
| Tejay van Garderen (1 sty–20 cze)        | 12 sierpnia 1988     | Stany Zjednoczone  | BMC Racing Team (2018)                               |
| James Whelan                             | 11 lipca 1996        | Australia          | Drapac-EF p/b Cannondale Holistic Development (2018) |
|                                          |                      |                    |                                                      |
| Źródła: ProCyclingStats Cycling Archives |                      |                    |                                                      |

### 2020

#### Skład
| Skład drużyny 2020              | Skład drużyny 2020   | Skład drużyny 2020 | Skład drużyny 2020                                   |
| Imię i nazwisko                 | Data urodzenia       | Państwo            | Poprzednia grupa                                     |
| ------------------------------- | -------------------- | ------------------ | ---------------------------------------------------- |
| Sean Bennett                    | 31 marca 1996        | Stany Zjednoczone  | Hagens Berman Axeon (2018)                           |
| Alberto Bettiol                 | 29 października 1993 | Włochy             | BMC Racing Team (2018)                               |
| Stefan Bissegger (1 sie–31 gru) | 13 września 1998     | Szwajcaria         | Swiss Racing Academy (2019)                          |
| Jonathan Caicedo                | 28 kwietnia 1993     | Ekwador            | Medellín (2018)                                      |
| Hugh Carthy                     | 9 lipca 1994         | Wielka Brytania    | Caja Rural-Seguros RGA (2016)                        |
| Simon Clarke                    | 18 lipca 1986        | Australia          | Orica-GreenEDGE (2015)                               |
| Magnus Cort Nielsen             | 16 stycznia 1993     | Dania              | Astana (2019)                                        |
| Lawson Craddock                 | 20 lutego 1992       | Stany Zjednoczone  | Giant-Alpecin (2015)                                 |
| Mitchell Docker                 | 2 października 1986  | Australia          | Orica-Scott (2017)                                   |
| Ruben Guerreiro                 | 6 lipca 1994         | Portugalia         | Katusha-Alpecin (2019)                               |
| Kristoffer Halvorsen            | 13 kwietnia 1996     | Norwegia           | Team Ineos (2019)                                    |
| Sergio Higuita                  | 1 sierpnia 1997      | Kolumbia           | Fundación Euskadi (2019)                             |
| Moreno Hofland                  | 31 sierpnia 1991     | Holandia           | Lotto-Soudal (2018)                                  |
| Alex Howes                      | 1 stycznia 1988      | Stany Zjednoczone  | Chipotle Development (2011)                          |
| Tanel Kangert                   | 11 marca 1987        | Estonia            | Astana (2018)                                        |
| Jens Keukeleire                 | 23 listopada 1988    | Belgia             | Lotto-Soudal (2019)                                  |
| Sebastian Langeveld             | 17 stycznia 1985     | Holandia           | Orica-GreenEDGE (2013)                               |
| Daniel Felipe Martínez          | 25 kwietnia 1996     | Kolumbia           | Wilier Triestina-Selle Italia (2017)                 |
| Lachlan Morton                  | 2 stycznia 1992      | Australia          | Dimension Data (2018)                                |
| Logan Owen                      | 25 marca 1995        | Stany Zjednoczone  | Axeon-Hagens Berman (2017)                           |
| Neilson Powless                 | 3 września 1996      | Stany Zjednoczone  | Team Jumbo-Visma (2019)                              |
| Jonas Rutsch                    | 24 stycznia 1998     | Niemcy             | Team Lotto-Kern Haus (2019)                          |
| Thomas Scully                   | 14 stycznia 1990     | Nowa Zelandia      | Drapac Professional Cycling (2016)                   |
| Rigoberto Urán                  | 26 stycznia 1987     | Kolumbia           | Etixx-Quick Step (2015)                              |
| Julius van den Berg             | 23 października 1996 | Holandia           | SEG Racing Academy (2018)                            |
| Tejay van Garderen              | 12 sierpnia 1988     | Stany Zjednoczone  | BMC Racing Team (2018)                               |
| Sep Vanmarcke                   | 28 lipca 1988        | Belgia             | LottoNL-Jumbo (2016)                                 |
| Luis Villalobos (1 lip–31 maj)  | 26 czerwca 1998      | Meksyk             | Aevolo (2019)                                        |
| James Whelan                    | 11 lipca 1996        | Australia          | Drapac-EF p/b Cannondale Holistic Development (2018) |
| Michael Woods                   | 12 października 1986 | Kanada             | Optum-Kelly Benefit Strategies (2015)                |
|                                 |                      |                    |                                                      |
| Źródło: ProCyclingStats         |                      |                    |                                                      |

#### Zwycięstwa
| Zwycięstwa       | Zwycięstwa                                    | Zwycięstwa | Zwycięstwa | Zwycięstwa             | Zwycięstwa |
| Data             | Wyścig                                        | Państwo    | Kategoria  | Zwycięzca              |            |
| ---------------- | --------------------------------------------- | ---------- | ---------- | ---------------------- | ---------- |
| 6 lut            | Étoile de Bessèges, 2. etap                   | Francja    | 2.1        | Magnus Cort Nielsen    |            |
| 9 lut            | Étoile de Bessèges, 5. etap                   | Francja    | 2.1        | Alberto Bettiol        |            |
| 11 lut           | Tour Colombia, 1. etap                        | Kolumbia   | 2.1        | EF Pro Cycling         |            |
| 14 lut           | Tour Colombia, 4. etap                        | Kolumbia   | 2.1        | Sergio Higuita         |            |
| 16 lut           | Tour Colombia, 6. etap                        | Kolumbia   | 2.1        | Daniel Felipe Martínez |            |
| 16 lutego 2020   | Tour Colombia, klasyfikacja generalna         | Kolumbia   | 2.1        | Sergio Higuita         |            |
| 1 mar            | La Drôme Classic                              | Francja    | 1.Pro      | Simon Clarke           |            |
| 16 sierpnia 2020 | Critérium du Dauphiné, klasyfikacja generalna | Francja    | 2.UWT      | Daniel Felipe Martínez |            |
| 9 wrz            | Tirreno-Adriático, 3. etap                    | Włochy     | 2.UWT      | Michael Woods          |            |
| 11 wrz           | Tour de France, 13. etap                      | Francja    | 2.UWT      | Daniel Felipe Martínez |            |
| 5 paź            | Giro d'Italia, 3. etap                        | Włochy     | 2.UWT      | Jonathan Caicedo       |            |
| 11 paź           | Giro d'Italia, 9. etap                        | Włochy     | 2.UWT      | Ruben Guerreiro        |            |

### 2019

#### Skład
| Skład drużyny 2019                       | Skład drużyny 2019   | Skład drużyny 2019 | Skład drużyny 2019                                   |
| Imię i nazwisko                          | Data urodzenia       | Państwo            | Poprzednia grupa                                     |
| ---------------------------------------- | -------------------- | ------------------ | ---------------------------------------------------- |
| Sean Bennett                             | 31 marca 1996        | Stany Zjednoczone  | Hagens Berman Axeon (2018)                           |
| Alberto Bettiol                          | 29 października 1993 | Włochy             | BMC Racing Team (2018)                               |
| Matti Breschel                           | 31 sierpnia 1984     | Dania              | Astana (2017)                                        |
| Nathan Brown                             | 7 lipca 1991         | Stany Zjednoczone  | Bontrager (2013)                                     |
| Jonathan Caicedo                         | 28 kwietnia 1993     | Ekwador            | Medellín (2018)                                      |
| Hugh Carthy                              | 9 lipca 1994         | Wielka Brytania    | Caja Rural-Seguros RGA (2016)                        |
| Simon Clarke                             | 18 lipca 1986        | Australia          | Orica-GreenEDGE (2015)                               |
| Lawson Craddock                          | 20 lutego 1992       | Stany Zjednoczone  | Giant-Alpecin (2015)                                 |
| Mitchell Docker                          | 2 października 1986  | Australia          | Orica-Scott (2017)                                   |
| Joe Dombrowski                           | 12 maja 1991         | Stany Zjednoczone  | Team Sky (2014)                                      |
| Sergio Higuita (1 maj–31 gru)            | 1 sierpnia 1997      | Kolumbia           | Manzana Postobón (2018)                              |
| Moreno Hofland                           | 31 sierpnia 1991     | Holandia           | Lotto-Soudal (2018)                                  |
| Alex Howes                               | 1 stycznia 1988      | Stany Zjednoczone  | Chipotle Development (2011)                          |
| Tanel Kangert                            | 11 marca 1987        | Estonia            | Astana (2018)                                        |
| Sebastian Langeveld                      | 17 stycznia 1985     | Holandia           | Orica-GreenEDGE (2013)                               |
| Daniel Felipe Martínez                   | 25 kwietnia 1996     | Kolumbia           | Wilier Triestina-Selle Italia (2017)                 |
| Daniel McLay                             | 3 stycznia 1992      | Wielka Brytania    | Fortuneo-Oscaro (2017)                               |
| Sacha Modolo                             | 19 czerwca 1987      | Włochy             | UAE Team Emirates (2017)                             |
| Lachlan Morton                           | 2 stycznia 1992      | Australia          | Dimension Data (2018)                                |
| Logan Owen                               | 25 marca 1995        | Stany Zjednoczone  | Axeon-Hagens Berman (2017)                           |
| Taylor Phinney                           | 27 czerwca 1990      | Stany Zjednoczone  | BMC Racing Team (2016)                               |
| Thomas Scully                            | 14 stycznia 1990     | Nowa Zelandia      | Drapac Professional Cycling (2016)                   |
| Rigoberto Urán                           | 26 stycznia 1987     | Kolumbia           | Etixx-Quick Step (2015)                              |
| Julius van den Berg                      | 23 października 1996 | Holandia           | SEG Racing Academy (2018)                            |
| Tejay van Garderen                       | 12 sierpnia 1988     | Stany Zjednoczone  | BMC Racing Team (2018)                               |
| Sep Vanmarcke                            | 28 lipca 1988        | Belgia             | LottoNL-Jumbo (2016)                                 |
| Luis Villalobos (1 lip–31 maj)           | 26 czerwca 1998      | Meksyk             | Aevolo (2019)                                        |
| James Whelan                             | 11 lipca 1996        | Australia          | Drapac-EF p/b Cannondale Holistic Development (2018) |
| Michael Woods                            | 12 października 1986 | Kanada             | Optum-Kelly Benefit Strategies (2015)                |
| Matthew Walls (1 sie–31 gru, stażysta)   | 20 kwietnia 1998     | Wielka Brytania    | 100% me (2018)                                       |
|                                          |                      |                    |                                                      |
| Źródła: ProCyclingStats Cycling Quotient |                      |                    |                                                      |

#### Zwycięstwa
| Zwycięstwa | Zwycięstwa                                        | Zwycięstwa | Zwycięstwa | Zwycięstwa             | Zwycięstwa |
| Data       | Wyścig                                            | Państwo    | Kategoria  | Zwycięzca              |            |
| ---------- | ------------------------------------------------- | ---------- | ---------- | ---------------------- | ---------- |
| 30 sty     | Herald Sun Tour, 1. etap                          | Australia  | 2.1        | Daniel McLay           |            |
| 31 sty     | Herald Sun Tour, 2. etap                          | Australia  | 2.1        | Michael Woods          |            |
| 1 lut      | Mistrzostwa Kolumbii – jazda indywidualna na czas | Kolumbia   | CN         | Daniel Felipe Martínez |            |
| 12 lut     | Tour Colombia, 1. etap                            | Kolumbia   | 2.1        | EF Education First     |            |
| 22 lut     | Tour des Alpes-Maritimes et du Var, 1. etap       | Francja    | 2.1        | Sep Vanmarcke          |            |
| 16 mar     | Paryż-Nicea, 7. etap                              | Francja    | 2.UWT      | Daniel Felipe Martínez |            |
| 7 kwi      | Ronde van Vlaanderen                              | Belgia     | 1.UWT      | Alberto Bettiol        |            |

### 2018

#### Skład
| Skład drużyny 2018                       | Skład drużyny 2018   | Skład drużyny 2018 | Skład drużyny 2018                    |
| Imię i nazwisko                          | Data urodzenia       | Państwo            | Poprzednia grupa                      |
| ---------------------------------------- | -------------------- | ------------------ | ------------------------------------- |
| Rigoberto Urán                           | 26 stycznia 1987     | Kolumbia           | Etixx-Quick Step (2015)               |
| Matti Breschel                           | 31 sierpnia 1984     | Dania              | Astana (2017)                         |
| Nathan Brown                             | 7 lipca 1991         | Stany Zjednoczone  | Bontrager (2013)                      |
| Brendan Canty                            | 17 stycznia 1992     | Australia          | Drapac Professional Cycling (2016)    |
| Hugh Carthy                              | 9 lipca 1994         | Wielka Brytania    | Caja Rural-Seguros RGA (2016)         |
| William Clarke                           | 11 kwietnia 1985     | Australia          | Drapac Professional Cycling (2016)    |
| Simon Clarke                             | 18 lipca 1986        | Australia          | Orica-GreenEDGE (2015)                |
| Lawson Craddock                          | 20 lutego 1992       | Stany Zjednoczone  | Giant-Alpecin (2015)                  |
| Mitchell Docker                          | 2 października 1986  | Australia          | Orica-Scott (2017)                    |
| Joe Dombrowski                           | 12 maja 1991         | Stany Zjednoczone  | Team Sky (2014)                       |
| Alex Howes                               | 1 stycznia 1988      | Stany Zjednoczone  | Chipotle Development (2011)           |
| Sebastian Langeveld                      | 17 stycznia 1985     | Holandia           | Orica-GreenEDGE (2013)                |
| Kim Magnusson                            | 31 sierpnia 1992     | Szwecja            | Tre Berg-PostNord (2017)              |
| Daniel McLay                             | 3 stycznia 1992      | Wielka Brytania    | Fortuneo-Oscaro (2017)                |
| Sacha Modolo                             | 19 czerwca 1987      | Włochy             | UAE Team Emirates (2017)              |
| Logan Owen                               | 25 marca 1995        | Stany Zjednoczone  | Axeon-Hagens Berman (2017)            |
| Taylor Phinney                           | 27 czerwca 1990      | Stany Zjednoczone  | BMC Racing Team (2016)                |
| Pierre Rolland                           | 10 października 1986 | Francja            | Team Europcar (2015)                  |
| Thomas Scully                            | 14 stycznia 1990     | Nowa Zelandia      | Drapac Professional Cycling (2016)    |
| Tom Van Asbroeck                         | 19 kwietnia 1990     | Belgia             | LottoNL-Jumbo (2016)                  |
| Sep Vanmarcke                            | 28 lipca 1988        | Belgia             | LottoNL-Jumbo (2016)                  |
| Michael Woods                            | 12 października 1986 | Kanada             | Optum-Kelly Benefit Strategies (2015) |
| Julián Cardona                           | 19 stycznia 1997     | Kolumbia           | Medellín-Inder (2017)                 |
| Daniel Felipe Martínez                   | 25 kwietnia 1996     | Kolumbia           | Wilier Triestina-Selle Italia (2017)  |
| Daniel Moreno                            | 5 września 1981      | Hiszpania          | Movistar Team (2017)                  |
| Julius van den Berg (26 lip–31 gru)      | 23 października 1996 | Holandia           | SEG Racing Academy (2018)             |
|                                          |                      |                    |                                       |
| Źródła: ProCyclingStats Cycling Quotient |                      |                    |                                       |

### 2011

#### Zwycięstwa
- mistrz Australii w wyścigu ze startu wspólnego: Jack Bobridge
- mistrz Brazylii w wyścigu ze startu wspólnego: Murilo Fischer
- mistrz Litwy w wyścigu ze startu wspólnego: Ramūnas Navardauskas
- mistrz Australii w jeździe indywidualnej na czas: Cameron Meyer
- mistrz USA w jeździe indywidualnej na czas: David Zabriskie
- 1. miejsce, 4. etap Tour Down Under: Cameron Meyer
- 1. miejsce, klasyfikacja generalna Tour Down Under: Cameron Meyer
- 1. miejsce, klasyfikacja młodzieżowa Tour Down Under: Cameron Meyer
- 1. miejsce, klasyfikacja punktowa Paryż-Nicea: Heinrich Haussler
- 1. miejsce, 2. etap Tirreno-Adriático: Tyler Farrar
- 1. miejsce, Paryż-Roubaix: Johan Vansummeren
- 1. miejsce, 4. etap (ITT) Tour de Romandie: David Zabriskie
- 1. miejsce, klasyfikacja młodzieżowa Tour de Romandie: Andrew Talansky
- 1. miejsce, klasyfikacja drużynowa Tour de Romandie
- 1. miejsce, 21. etap (ITT) Giro d’Italia: David Millar
- 1. miejsce, 4. etap Tour de Suisse: Thor Hushovd
- 1. miejsce, 2. etap (TTT) Tour de France
- 1. miejsce, 3. etap Tour de France: Tyler Farrar
- 1. miejsce, 13. etap Tour de France: Thor Hushovd
- 1. miejsce, 16. etap Tour de France: Thor Hushovd
- 1. miejsce, klasyfikacja drużynowa Tour de France
- 1. miejsce, 6. etap Tour de Pologne: Daniel Martin
- 1. miejsce, 9. etap Vuelta a España: Daniel Martin
- 1. miejsce, 2. etap Dookoła Pekinu: Heinrich Haussler

### 2010

#### Zwycięstwa
- mistrz Australii w wyścigu ze startu wspólnego: Travis Meyer
- mistrz Brazylii w wyścigu ze startu wspólnego: Murilo Fischer
- mistrz Australii w jeździe indywidualnej na czas: Cameron Meyer
- mistrz Kanady w jeździe indywidualnej na czas: Svein Tuft
- 1. miejsce, klasyfikacja sprinterska Vuelta al País Vasco: Christian Meier
- 1. miejsce, 2. i 10. etap Giro d’Italia: Tyler Farrar
- 1. miejsce, klasyfikacja generalna Tour de Pologne: Daniel Martin
- 1. miejsce, klasyfikacja drużynowa Tour de Pologne
- 1. miejsce, Vattenfall Cyclassics: Tyler Farrar
- 1. miejsce, Prolog Eneco Tour: Svein Tuft
- 1. miejsce, 5. etap Eneco Tour: Jack Bobridge
- 1. miejsce, 5. i 21. etap Vuelta a España: Tyler Farrar

### 2009

#### Zwycięstwa
- mistrz Kanady w jeździe indywidualnej na czas: Svein Tuft
- mistrz USA w jeździe indywidualnej na czas: David Zabriskie
- mistrz Wielkiej Brytanii w jeździe indywidualnej na czas: Bradley Wiggins
- 1. miejsce, 4. etap Paryż-Nicea: Christian Vande Velde
- 1. miejsce, 3. etap Tirreno-Adriático: Tyler Farrar
- 1. miejsce, 1., 2. i 4. etap Eneco Tour: Tyler Farrar
- 1. miejsce, Vattenfall Cyclassics: Tyler Farrar
- 1. miejsce, 11. etap Vuelta a España: Tyler Farrar
- 1. miejsce, 12. etap Vuelta a España: Ryder Hesjedal
- 1. miejsce, 20. etap (ITT) Vuelta a España: David Millar

### 2008

#### Zwycięstwa
- mistrz Irlandii w wyścigu ze startu wspólnego: Daniel Martin
- mistrz Nowej Zelandii w wyścigu ze startu wspólnego: Julian Dean
- mistrz USA w jeździe indywidualnej na czas: David Zabriskie
- 1. miejsce, prolog (TTT) Giro d’Italia